# Грижовните мечета 2: Ново поколение
„Грижовните мечета 2: Ново поколение“ (на английски: Care Bears Movie II: A New Generation) е канадско-американски анимационен филм от 1986 година, продуциран от LBS Communications и Nelvana. Третият пълнометражен анимационен филм от Nelvana, режисиран е от Дейл Шот, по сценарий на Питър Саудер и е продуциран от тримата основатели на Nelvana – Майкъл Хърш, Патрик Лаубърт и Клайв А. Смит. Това е вторият филм на поредицата „Грижовните мечета“. Филмът излиза на екран на 21 март 1986 г. от Северна Америка.
В България филмът е излъчен през 2004 г. по bTV с български дублаж. Екипът се състои от:
| Озвучаващи артисти  | Елена Русалиева Йорданка Илова Даниела Йорданова Лина Шишкова Иван Райков Николай Николов |
| Преводач            | Кристин Балчева                                                                           |
| Тонрежисьор         | Радослав Колев                                                                            |
| Режисьор на дублажа | Мариан Маринов                                                                            |